# Calliphora calliphoroides
Calliphora calliphoroides är en tvåvingeart som beskrevs av Boris Borisovitsch Rohdendorf 1931. Calliphora calliphoroides ingår i släktet Calliphora och familjen spyflugor. Inga underarter finns listade i Catalogue of Life.